# 帕吕 (默尔特-摩泽尔省)
帕吕（法語：Parux）是法国默尔特-摩泽尔省的一个市镇，属于吕内维尔区（Lunéville）韦祖兹河畔西雷县（Cirey-sur-Vezouze）。该市镇总面积4.38平方公里，2009年时的人口为79人。

## 人口
帕吕人口变化图示